# Beșlii
Beșlii – wieś w Rumunii, w okręgu Buzău, w gminie Mânzălești. W 2011 roku liczyła 324 mieszkańców.